# Binet–Cauchys identitet
Binet–Cauchys identitet, uppkallad efter Jacques Philippe Marie Binet och Augustin Louis Cauchy, är inom algebran identiteten
{\displaystyle {\biggl (}\sum _{i=1}^{n}a_{i}c_{i}{\biggr )}{\biggl (}\sum _{j=1}^{n}b_{j}d_{j}{\biggr )}={\biggl (}\sum _{i=1}^{n}a_{i}d_{i}{\biggr )}{\biggl (}\sum _{j=1}^{n}b_{j}c_{j}{\biggr )}+\sum _{1\leq i<j\leq n}(a_{i}b_{j}-a_{j}b_{i})(c_{i}d_{j}-c_{j}d_{i})}
som gäller för alla komplexa tal (eller mera generellt, alla element tillhörande en kommutativ ring).
Om ai = ci och bj = dj, ger sambandet Lagranges identitet, vilken är en allmännare version av Cauchy–Schwarz olikhet för det euklidiska rummet {\displaystyle \mathbb {R} ^{n}}.

## Bevis
Expandering av den sista termen:
{\displaystyle \sum _{1\leq i<j\leq n}(a_{i}b_{j}-a_{j}b_{i})(c_{i}d_{j}-c_{j}d_{i})}
{\displaystyle =\sum _{1\leq i<j\leq n}(a_{i}c_{i}b_{j}d_{j}+a_{j}c_{j}b_{i}d_{i})+\sum _{i=1}^{n}a_{i}c_{i}b_{i}d_{i}-\sum _{1\leq i<j\leq n}(a_{i}d_{i}b_{j}c_{j}+a_{j}d_{j}b_{i}c_{i})-\sum _{i=1}^{n}a_{i}d_{i}b_{i}c_{i}}
där den andra och fjärde termen tillagts för bildandet av summan
{\displaystyle =\sum _{i=1}^{n}\sum _{j=1}^{n}a_{i}c_{i}b_{j}d_{j}-\sum _{i=1}^{n}\sum _{j=1}^{n}a_{i}d_{i}b_{j}c_{j}.}
vilken gör beviset  fullständigt efter att termerna indexerade med i faktoriserats ut.